# Francisco Javier García Ruiz
Francisco Javier García Ruiz, més conegut com a Salillas (Alagó, 7 de gener de 1966), és un exfutbolista i entrenador aragonès, que jugava com a davanter. Caracteritzat per la seva petita estatura, fortalesa física, oportunisme i fort caràcter, va presentar bons registres golejadors allà on va tenir continuïtat. Salillas va ser un rodamón del futbol espanyol en general i aragonès en particular, amb una carrera extraordinàriament prolongada defensant un gran nombre d'equips des de la primera divisió fins a les categories regionals.

## Trajectòria
Després de passar per diversos equips menors d'Aragó, com el CD Alagón de la seua ciutat natal, el Calasanz, l'Illueca, el Teruel o el Binéfar, a la temporada 1987-88 recala en el Deportivo Aragón, filial del Reial Saragossa.
L'any següent debuta amb el primer equip, quallant una bona temporada amb 2 gols en 22 partits, que va millorar a la 1989-90 amb 31 partits i 4 gols. Però, no va tenir continuïtat i va caure a la suplència. Deixa Saragossa i a la 1991-92 fitxa pel Celta de Vigo, on romandria tres campanyes, sense poder aconseguir la titularitat en cap d'elles. Malgrat això, amb l'equip gallec torna a primera divisió i va ser titular a la Copa de 1994, la qual va perdre precisament front al seu anterior equip.
Aquell estiu fitxa per la UE Lleida, que acabava de baixar a Segona Divisió. Amb els catalans, el potencial ofensiu de Salillas es va disparar. A la 1994-95 s'apunta 18 dianes, i a la següent, altres 10. A la 1996-97 marxa al Vila-real CF. Al club groguet segueix la seua bona ratxa, especialment a la 1997-98, amb 18 gols decisius per afrontar el play-off d'ascens a la màxima categoria.
De nou a Primera, aquesta vegada amb els valencians, Salillas va deixar de comptar i tot just va aparèixer en quinze minuts repartits entre dos partits. Eixa mateixa campanya deixa el Vila-real i marxa al Llevant UE, a qui ajuda a pujar a Segona Divisió. A l'any següent, es proclama màxim golejador de la categoria d'argent amb 20 gols, seguits d'altres 17 a la temporada 2000-01.
Malgrat el seu gran rendiment, l'agost de 2001 va fitxar pel CE Castelló, que jugava a la Segona Divisió B. Després d'unes dures negociacions, els orelluts van pagar 20 milions de pessetes (poc més de 120.000 €), en el qual suposava el traspàs més car des de feia una dècada. El planter comptava amb altres jugadors amb un pas per la primera divisió, com ara Dani Bouzas, Palacios, Ángel Luis Camacho Bautista o Javi Sanchis. Però a l'hora de la veritat, els resultats foren catastròfics i el descens a Tercera Divisió va estar molt proper durant gran part de la temporada. El rendiment del menut ariet, amb 14 gols, fou pràcticament l'única bona notícia de l'any, pel que es va confiar en ell per a una remodelada davantera. Sota les ordres de José Luis Oltra, Salillas va perdre la titularitat la temporada següent, però fou un revulsiu fonamental. El 28 de febrer de 2003 al Camp d'Esports de Lleida el primer baló que va tocar significà el gol de l'empat que donava al Castelló el rècord de partits sense perdre a la Segona B, fins llavors en mans de la UD Salamanca amb 25. A la promoció d'ascens, tot i jugar cinc partits eixint des de la banqueta, va tenir temps de fer quatre gols i ser expulsat dos cops. Precisament la targeta roja directa en l'afegit del partit decisiu front al Ciudad de Murcia va ser la seva darrera acció com a futbolista albinegre, deixant enrere una forta empremta a les graderies.
A partir d'aquest moment tornaria a equips menors de la seua terra, rebutjant ofertes de Segona B. Primer de nou l'Alagón, de Tercera Divisió, el 2005 al Figueruelas, on va ascendir de Regional Preferent a Tercera, i dos anys després al Remolinos CD, de Primera Regional.

### Entrenador
Salillas començà la seva carrera com a entrenador en les escoles de futbol base del seu Alagón natal durant els anys que va tornar a jugar allà. La seva primera experiència en categoria absoluta va ser, durant la temporada 2007-08, amb el Remolinos CD, el seu darrer club, on va fer les funcions d'entrenador-jugador. La temporada següent va agafar el Pedrola al gener, protagonitzant una espectacular remuntada fins a arribar al primer lloc.

## Palmarès
- 1 Trofeu Pitxitxi de Segona Divisió: amb el Llevant UE.

### Altres mèrits
- 1 cop finalista de la Copa del Rei: 1993-94, amb el Celta de Vigo.
- 1 Campionat de Segona Divisió: 1991-92, amb el Celta de Vigo.
- 2 ascensos a Primera Divisió: 1991-92, amb el Celta de Vigo, i 1997-98, amb el Vila-real CF.
- 1 Campionat de Segona Divisió B Grup III: 2002-03- amb el CE Castelló.
- 1 Trofeu Basilio (màxim golejador del CE Castelló): temporada 2001-02.